# گل صدتومانی
گل صدتومانی (نام علمی: Paeonia wittmanniana) نام یک گونه از سرده گل صدتومانی است.
این گیاه سمی همیشه بهار است و در سراسر منطقه شمال غربی اقیانوس آرام دیده می‌شود. نوع درختچه ای این گیاه نیز که به آزالیا معروف است بسیار سمی است. سمی که در این گیاه وجود دارد، می‌تواند موجب اسهال و استفراغ، دردهای شدید، کما و مرگ شود.
پراکنش:
مرکز پراکندگی این گیاه روسیه، قفقاز، ارمنستان، و شمال ایران است. این گیاه جزو گیاهان در حال انقراض است و در روسیه و قفقاز از آن حفاظت می شود.